# Beneda István
Beneda István, Benedek, született: Beneda István Lajos (Budapest, 1904. február 4. – Szeged, 1970. szeptember 26. (k. n.)) válogatott labdarúgó, kapus, magántisztviselő.

## Családja
Beneda Gusztáv és Kovács Ilona fiaként született. 1929. július 30-án Szegeden feleségül vette a nála 11 évvel idősebb Mráz Etelkát, akitől később elvált. 1932. december 3-án Szegeden házasságot kötött Sándor Anna klinikai főápolónővel.

## Pályafutása

### Klubcsapatban
Mindössze tizenöt éves volt 1919-ben, amikor az MTK egyik tréningjén feltűnt Schlossernek, hogy milyen biztos kézzel fogja „egy civil” a kapu mellé küldött bombákat. Tréningre rendelte ki a fiatal diákot, aki szívesen úszott és jól korcsolyázott már ekkor, de minden szülői tilalom ellenére is legnagyobb kedvvel futballozott. A bemutatkozás jól sikerült és Beneda az MTK diákcsapatába került. Rövidesen az ifjúsági csapat tagja lett, ahol egy évig őrizgette csapata hálóját.
1921-ben az Ékszerészek SC-ba lépett át, ahol már nem sok időt töltött az ifjúsági csapatban, mert néhány mérkőzés után az első csapat kapujába állították a tehetséges, fiatal kapust. Hatszor válogatták be a másodosztály válogatottjába, míg többször tartalékja volt az akkor a másodosztályban szereplő Zsáknak.
1926 és 1929 között az Újpest FC labdarúgója volt. A csapattal egy ezüst- és két bronzérmet szerzett. Három idény alatt összesen 34 bajnoki mérkőzésen védett. 1929-ben a szegedi Bástya együtteséhez igazolt. Később a KEAC-ban szerepelt.
1925 nyarán, az emlékezetes vesztegetési botrány miatt egyesületét felfüggesztették és az egyévi kényszerpihenő elől Beneda Olaszországba utazott. Itt azonban nem talált megfelelő elhelyezkedést, a honvágy is gyötörte és másfél hónap múlva hazajött. 1926 júniusában az UTE-be kérte átigazolását, augusztusban pedig professzionista szerződést írt alá, mely egy évre Újpesthez kötötte. Sikereit mi sem bizonyítja jobban, mint hogy az 1926 őszi osztrák-magyaron, majd a téli válogatott túrán tartalékja volt a spanyolok elleni csapatnak. 1927 tavaszán pedig bekerült a válogatottba és részt vett a szerencsétlen bécsi meccsen, amelyen az osztrák tizenegy 6:0-ás vereséget mért a magyar csapatra. Még másodosztályú kapus volt, amikor szintén az osztrákok ellen szerepelt először válogatottban.
A B-listára került tisztviselőt az Egyesült Izzó alkalmazta Újpesten.

### A válogatottban
1927 és 1929 között három alkalommal védett a magyar válogatottban.

## Sikerei, díjai
- Magyar bajnokság
  - 2.: 1926–27
  - 3.: 1927–28, 1928–29
- Magyar kupa
  - döntős: 1927:1930

## Statisztika

### Mérkőzései a válogatottban
| Magyarország | Magyarország      | Magyarország              | Magyarország  | Magyarország | Magyarország | Magyarország | Magyarország | Magyarország |
| #            | Dátum             | Helyszín                  | Hazai         | Eredmény     | Vendég       | Kiírás       | Gólok        | Esemény      |
| ------------ | ----------------- | ------------------------- | ------------- | ------------ | ------------ | ------------ | ------------ | ------------ |
| 1.           | 1927. április 10. | Bécs, Hohe Warte          | Ausztria      | 6 – 0        | Magyarország | barátságos   | -            |              |
| 2.           | 1928. március 25. | Budapest. Üllői úti pálya | Magyarország  | 2 – 1        | Jugoszlávia  | barátságos   | -            |              |
| 3.           | 1929. február 24. | Párizs                    | Franciaország | 3 – 0        | Magyarország | barátságos   | -            |              |
|              | Összesen          |                           |               | 3            | mérkőzés     |              | 0            | gól          |